# Aristobrotica proba
Aristobrotica proba es un coleóptero de la familia Chrysomelidae. Fue descrita científicamente por primera vez en 1921 por Weise.